# Sigyet khauk swè
Sigyet khauk swe (tiếng Miến Điện: ဆီချက်ခေါက်ဆွဲ; n.đ. 'mì dầu nấu chín') là một món mì xào trong ẩm thực Myanmar. Mì trứng hoặc mì được chiên bằng sigyet (tức là loại dầu tẩm tỏi thơm), phi tỏi, phủ một lớp protein như vịt hoặc vịt quay, và tùy ý tô điểm bằng quả dưa chuột thái lát và chút hành lá rắc lên món ăn. Món này vốn gắn liền với cộng đồng Người Myanmar gốc Hoa.